# 1920-ті в музиці
1920-ті роки у музиці відзначаються стильовим багатоманіттям. Якщо такі композитори, як Ріхард Штраус чи Сергій Рахманінов продовжують пізньоромантичну традицію, то в творчості Ігоря Стравінського, Моріса Равеля, композиторів французької шістки та, частково Сергія Прокоф'єва у ці роки зароджується і бурхливо розвивається неокласицизм. В цей же період композитори нововіденської школи розробляють і втілюють у своїх творах техніку додекафонії, що пізніше переросте у серіалізм.
1920-ті роки — важливий період в історії мистецтва джазу. На це десятиліття припадає період, що отримав назву Чиказького джазу, представлений такими яскравими постатями, як Джо Олівер чи Луї Армстронг — період, що ознаменував вихід джазу із «андеграунду» півдня США на міжнародну арену. Наприкінці 1920-х років з'являються і набувають популярності Біґ бенди.
У 1920-ті роки розвивається індустрія звукозапису. Був прийнятий стандарт швидкості обертання дисків грамплатівок 78 об/хв. В ці ж рокі були сконструйовані перші електромузичні інструменти, що використовуються до сьогодення — терменвокс та хвилі Мартено та відкрита перша електронна студія у Дармштадті.

## 1920
|  |

Події:
Народились:
- Дейв Брубек, американський джазовий піаніст.
- Джиммі Візерспун, американський блюзовий і джазовий співак.
- Ейлін Фаррелл, американська співачка (сопрано).
- Юсеф Латіф, американський джазовий саксофоніст, гобоїст, флейтист і композитор.
- Чарлі Паркер, американський джазовий саксофоніст і композитор.
- Джиммі Форрест, американський джазовий саксофоніст.
- Раві Шанкар, індійський композитор, виконавець на ситарі.

Твори:
Померли:

## 1921
|  |

Події:
Народились:
- Ворделл Грей, американський джазовий саксофоніст.
- Едді «Локджо» Девіс, американський джазовий саксофоніст.

Твори:
Померли:

## 1922
|  |

Події:
- Київська капела бандуристів відновила свою концертну діяльність

Народились:
- Джекі Баєрд, американський джазовий музикант-мультиінструменталіст, композитор і аранжувальник.
- Дюк Джордан, американський джазовий піаніст і композитор.
- Яніс Ксенакіс, грецький композитор.
- Чарльз Мінгус, американський джазовий контрабасист.
- Сесіл Пейн, американський джазовий саксофоніст.

Твори:
Померли:
- Стеценко Кирило Григорович, український композитор

## 1923
|  |

Події:

Засновані:

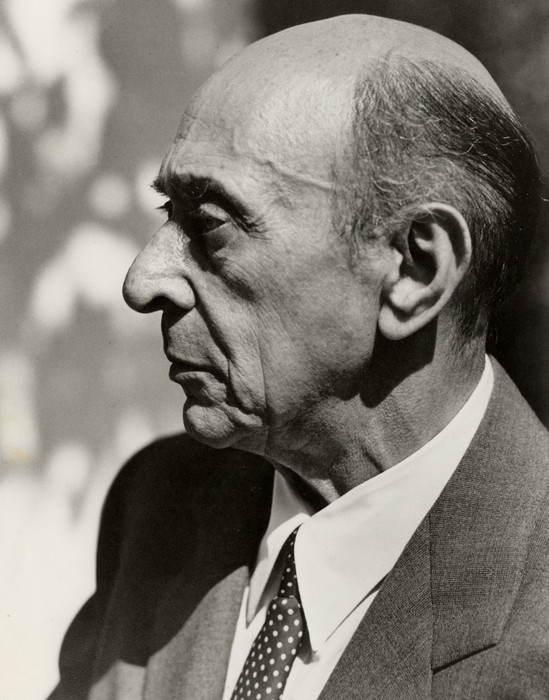
Арнольд Шенберґ, розробник додекафонії

- Симфонічний оркестр Берлінського радіо
- Угорський національний філармонічний оркестр

Народились:
- Ред Гарленд, американський джазовий піаніст.
- Бенні Грін, американський джазовий тромбоніст.
- Тед Джонс, американський джазовий трубач, корнетист, композитор і аранжувальник.
- Дьордь Лігеті, угорський композитор
- Едді Тейлор, американський блюзовий гітарист і співак.

Твори:
- Арнольд Шенберґ — сюїта ор.25 для фортепіано, яку вважають першим додекафонічним твором

Померли:

## 1924
|  |

Події:
Народились:
- Сем Джонс, американський джазовий контрабасист, віолончеліст і композитор.
- Дж. Дж. Джонсон, американський джазовий тромбоніст, композитор і аранжувальник.
- Кенні Доргем, американський джазовий трубач і композитор.
- Бад Пауелл, американський джазовий піаніст.

Твори:
Померли:

## 1925
|  |

Події:

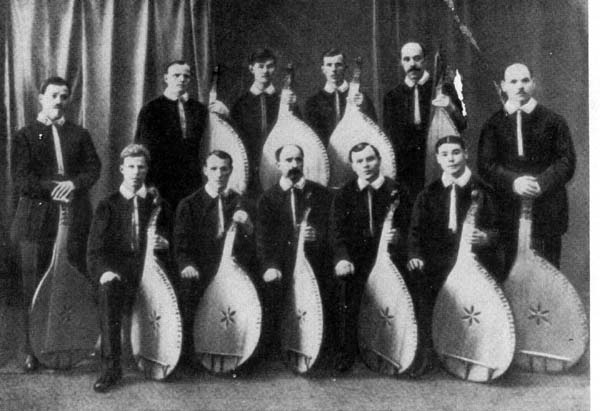
Полтавська капела бандуристів

- Створена Полтавська капела бандуристів

Народились:
- Володимир Верменич, український естрадний композитор
- Дмитро Гнатюк, український оперний співак.
- Джиджі Грайс, американський джазовий саксофоніст, флейтист, кларнетист і композитор.
- Джин Еммонс, американський джазовий саксофоніст.
- Кіт Енген, американський оперний співак.
- Михайло Кречко, український хоровий диригент, композитор
- Оскар Пітерсон, канадський джазовий піаніст
- Джиммі Рід, американський блюзовий гітарист, співак і автор пісень.
- Єлизавета Чавдар, українська оперна співачка

Твори:
- Сергій Прокоф'єв — 2-а симфонія
- Дмитро Шостакович — 1-а симфонія

Померли:
- Ерік Саті, французький композитор

## 1926
|  |

Події:
- у Нью-Йорку відбулася перша радіотрансляція першого поліфонічного електроінструменту Піанорад
- Відкрита перша кафедра народних інструментів в Радянському Союзі в Харкові в Харківському Муз-драм Інституті.

Народились:
- Чак Беррі, американський гітарист, одним з піонерів рок-н-ролу.
- Ерні Генрі, американський джазовий саксофоніст.
- Джон Колтрейн, американський джазовий саксофоніст.
- Джек Макдафф, американський джазовий органіст.

Твори:
Померли:

## 1927
|  |

Події:
- Заснований харківський квартет бандуристів

Народились:
- Ахмед Абдул-Малік, американський джазовий контрабасист і виконавець на уді.
- Елвін Джонс, американський джазовий ударник.
- Моуз Еллісон, американський джазовий і блюзовий піаніст, співак і композитор.
- Дж. Р. Монтроуз, американський джазовий саксофоніст.

Твори:
- - Дмитро Шостакович — 2-а симфонія

Померли:

## 1928
|  |

Події:
- Лев Термен та Моріс Мартено сконструювали інструмент Хвилі Мартено

Народились:
- Френк Гейнс, американський джазовий саксофоніст.
- Джонні Гріффін, американський джазовий саксофоніст.
- Кенні Дрю, американський джазовий піаніст.
- Кеннонболл Еддерлі, американський джазовий саксофоніст і композитор.
- Рассел Оберлін, американський співак, один з перших контртенорів.
- Горас Сільвер, американський джазовий піаніст і композитор.

Твори:
- Сергій Прокоф'єв — 3-я симфонія

Померли:

## 1929
|  |

Події:
- Заснована перша студія електронної музики Studiogesellschaft für Elektroakustische Musik в Дармштадті

Народились:
- Баррі Гарріс, американський джазовий піаніст, композитор і викладач.

Твори:
- Б. Лятошинський — опера «Золотий обруч»

Померли: